# Culbutant de Königsberg à tête colorée
Le culbutant de Königsberg à tête colorée (Königsberger Farbenkopf) est une race de pigeon domestique originaire de l'ancienne province allemande de Königsberg en province de Prusse-Orientale, où elle a été sélectionnée par les éleveurs prussiens depuis le milieu du XVIIIe siècle.

## Description
Ce pigeon de taille moyenne présente un plumage blanc sur le corps (ventre, cou, gorge, poitrine, dos, arrière de la tête, ailes), avec un plumage rouge, noir, jaune ou bleu sur la tête et la queue. Lorsque son corps est noir, la tête et la queue sont blancs. Il peut être unicolore blanc. Sa poitrine est large et arrondie. Son bec est très court, courbé vers le bas. Son œil vif, cerclé de rose. Ses tarses sont longuement emplumés de la même couleur que le corps. Il possède le plus souvent (mais pas toujours) une petite coquille sur l'arrière de la tête.

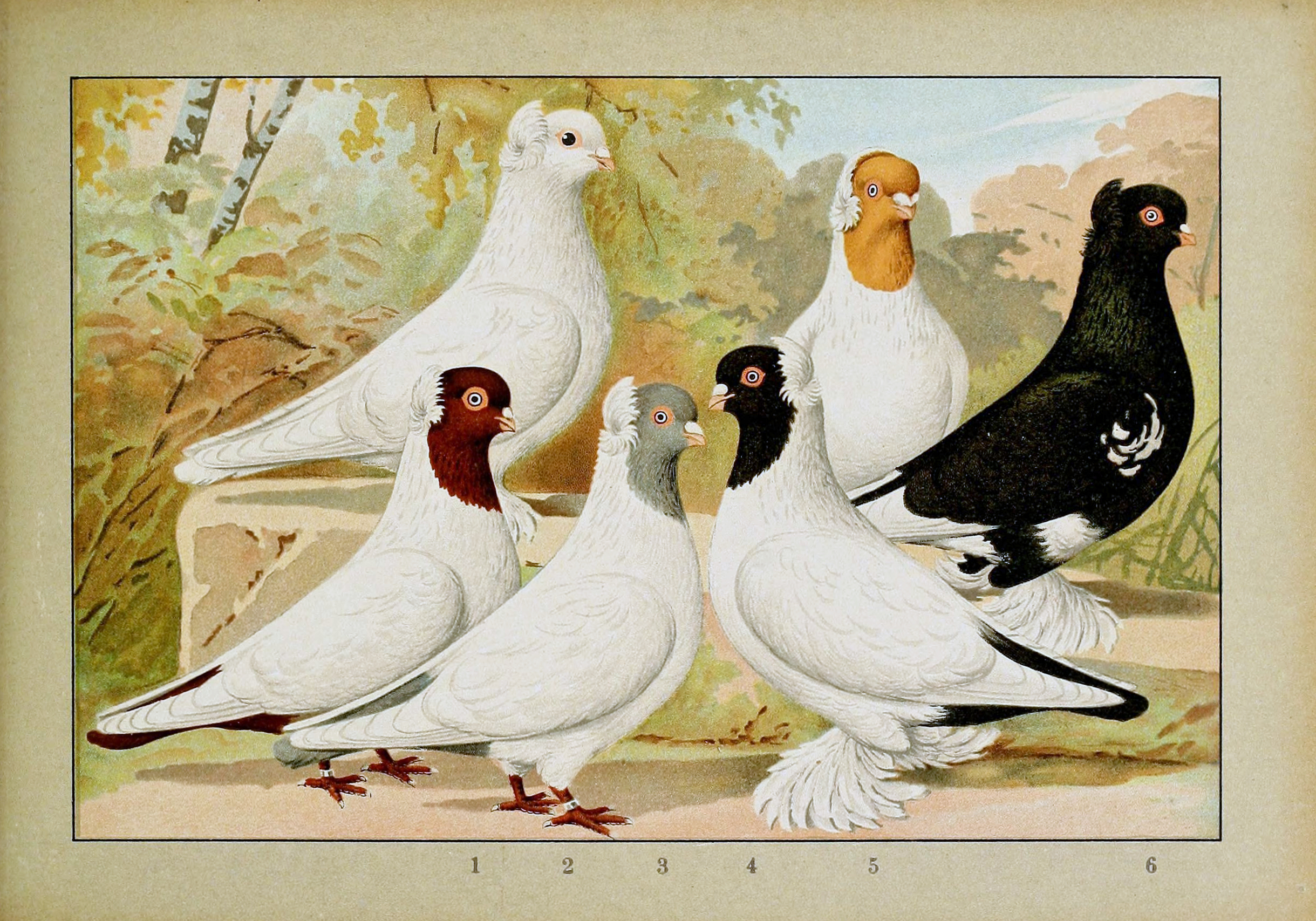
Illustration de 1906, in Schachtzabel, op. cit.

## Élevage
Cette race ayant un bec très court, il est nécessaire d'adjoindre des pigeons d'autres races ayant un bec moyen ou long, afin de mieux élever les pigeonneaux et de les nourrir. Le culbutant de Königsberg à tête colorée peut être entraîné à voler en haut-vol. C'est une race à la fois pleine de  vivacité et de docilité.